# FilmBox Arthouse
FilmBox Arthouse – szósty kanał filmowy spod marki FilmBox dystrybuowany na terenie Polski od 31 stycznia 2014 roku. Stacja nadaje produkcje w oryginalnej wersji językowej z polskimi napisami. Od 31 marca 2014 nadaje również wersja HDTV kanału z tożsamą ramówką.

## Oferta
Oferta kanału jest poświęcona filmom artystycznym i niezależnym. Poza filmami fabularnymi na antenie wyświetlane są także produkcje dokumentalne i krótkometrażowe.